# Samsung Galaxy Watch

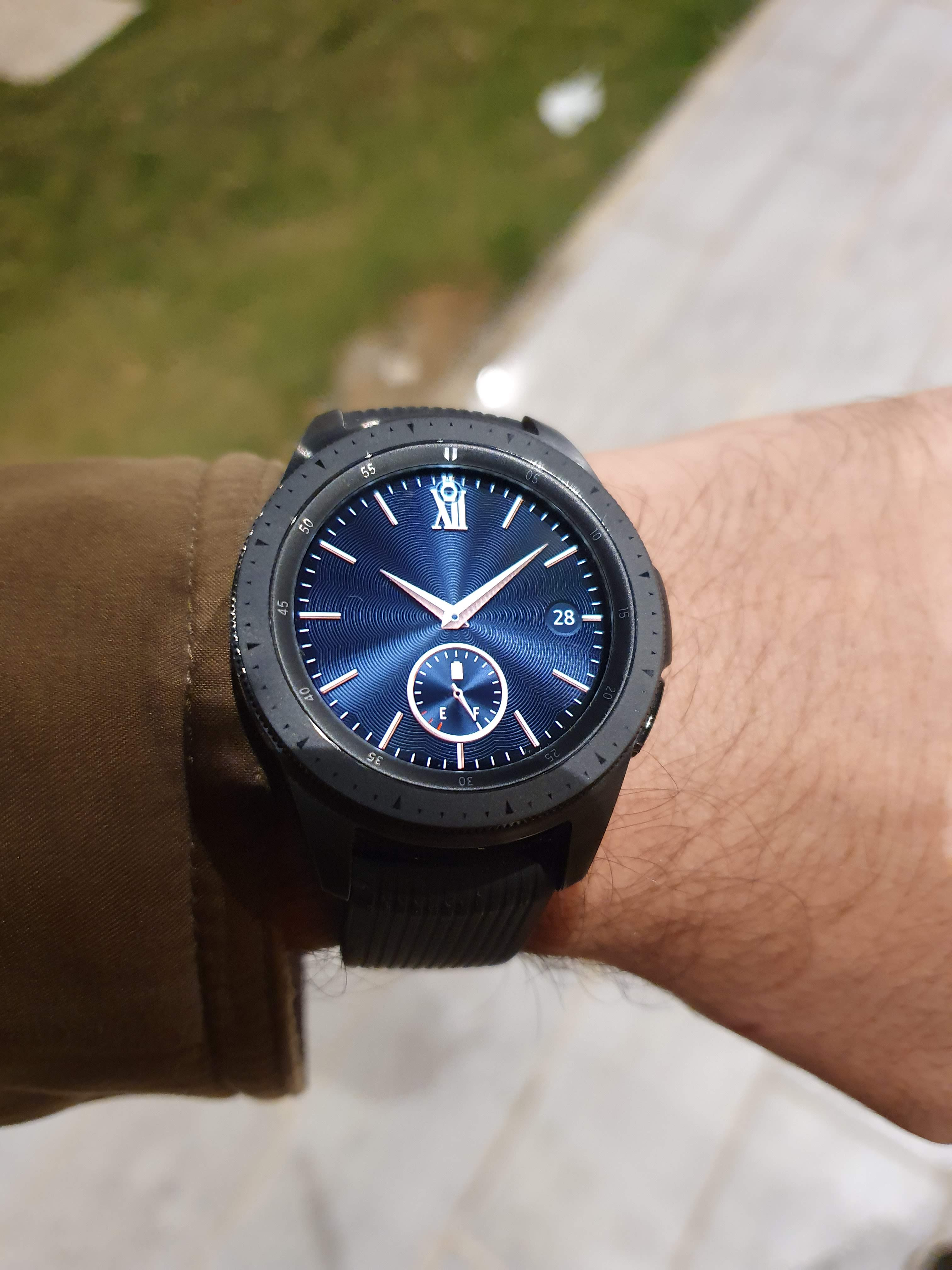
Một chiếc Galaxy Watch màu đen

Samsung Galaxy Watch là một chiếc đồng hồ thông minh được phát triển bởi Samsung Electronics. Sản phẩm này chính thức được ra mắt vào ngày 9 tháng 8 năm 2018. Galaxy Watch đã được lên kế hoạch bán ra tại Hoa Kỳ bắt đầu từ ngày 24 tháng 8 năm 2018, tại một số nhà mạng và địa điểm bán lẻ chọn lọc ở Hàn Quốc vào ngày 31 tháng 8 năm 2018 và tại một số thị trường chọn lọc khác vào ngày 14 tháng 9 năm 2018.
Ngày 27 tháng 2 năm 2021, ngay sau khi Galaxy Watch Active2 và Galaxy Watch3 nhận được bản cập nhật mở khóa tính năng ECG cho các quốc gia Châu Âu, Samsung hiện đang cung cấp các tính năng bên trong của Galaxy Watch3 cho Galaxy Watch và Watch Active ban đầu.

## Thông số kỹ thuật
| Kiểu mẫu                       | Galaxy Watch | Galaxy Watch | Nguồn  |
| ------------------------------ | --- | --- | ------ |
| Kích thước                     | 42 mm | 46 mm | [ 12 ] |
| Màu sắc                        | Đen huyền bí, Vàng hồng | Màu bạc | [ 12 ] |
| Màn hình                       | 1.2" (30 m) | 1.3" (33 mm) | [ 12 ] |
| Độ phân giải                   | 360 x 360 pixels | 360 x 360 pixels | [ 12 ] |
| Phiên bản                      | SM-R815 | SM-R805 | [ 12 ] |
| Mặt kính                       | Corning Gorilla Glass DX+ | Corning Gorilla Glass DX+ | [ 12 ] |
| Bộ xử lý                       | Exynos 9110 CPU đa nhân 1.15 GHz | Exynos 9110 CPU đa nhân 1.15 GHz | [ 12 ] |
| Hệ điều hành                   | Tizen (OS 4.0) | Tizen (OS 4.0) | [ 12 ] |
| Kích thước                     | 41.9 mm x 45.7 mm x 12.7 mm | 46 mm x 49 mm x 13 mm | [ 12 ] |
| Trọng lượng (không có dây đeo) | 49 g | 63 g | [ 12 ] |
| Kích cỡ dây đeo                | 20 mm | 22 mm | [ 12 ] |
| Khả năng chống nước            | 5 ATM + IP68 | 5 ATM + IP68 | [ 12 ] |
| Memory                         | bản LTE: 1.5 GiB RAM + 4 GiB Bộ nhớ flash | bản LTE: 1.5 GiB RAM + 4 GiB Bộ nhớ flash | [ 12 ] |
| Memory                         | Phiên bản Bluetooth: 768 MiB RAM + 4 GiB flash memory | | [ 12 ] |
| Khả năng kết nối               | - 3G/LTE with eSIM (Galaxy Watch LTE-Version only) - Bluetooth 4.2 - Wi-Fi b/g/n - NFC - A-GPS, GLONASS | - 3G/LTE with eSIM (Galaxy Watch LTE-Version only) - Bluetooth 4.2 - Wi-Fi b/g/n - NFC - A-GPS, GLONASS | [ 12 ] |
| Cảm biến                       | - Hệ thống vi cơ điện tử máy đo gia tốc - Hệ thống vi cơ điện tử con quay hồi chuyển - Hệ thống vi cơ điện tử Barometer - Cảm biến điện quang (để theo dõi nhịp tim) - Bộ tách sóng quang (cho ánh sáng xung quanh) | - Hệ thống vi cơ điện tử máy đo gia tốc - Hệ thống vi cơ điện tử con quay hồi chuyển - Hệ thống vi cơ điện tử Barometer - Cảm biến điện quang (để theo dõi nhịp tim) - Bộ tách sóng quang (cho ánh sáng xung quanh) | [ 12 ] |
| Pin                            | 270 mAh (up to 4 days) | 472 mAh (up to 7 days) | [ 12 ] |